# Улица Виля Плудоня (Рига)
Улица Ви́ля Плу́доня (латыш. Viļa Plūdoņa iela) — улица в Курземском районе города Риги, в историческом районе Агенскалнс. Пролегает в юго-западном направлении от улицы Лавизес до улицы Мелнсила; в средней части к улице Виля Плудоня примыкает улица Темпля. С другими улицами не пересекается.

## История
Улица была проложена на рубеже XIX—XX веков на частной территории усадьбы Шварценгоф (нем. Schwarzenhof, латыш. Švarcmuiža). На плане 1885 года показана лесная дорога, в общих чертах совпадающая с современной улицей Виля Плудоня.
Своё первоначальное название (рус. Лермонтовская улица, нем. Lermontowstrasse) улица получила в 1901 году, к 60-й годовщине со дня гибели М. Ю. Лермонтова. Существует мнение, что владельцы усадьбы Шварценгоф были поклонниками поэта и лично хлопотали о присвоении улице названия в его честь. С начала 1920-х годов, сообразно государственному языку, улица называлась улицей Лермонтова (латыш. Ļermontova iela). В последующие 100 лет переименований улицы не было.
В июне 2022 года Центр государственного языка Латвии одобрил и передал в Рижскую думу предложение о переименовании некоторых улиц Риги, названных в честь советских и российских деятелей культуры и учёных, включая и улицу Лермонтова. 21 февраля 2024 года Рижская дума приняла решение о переименовании улицы Лермонтова в улицу Виля Плудоня (в честь латышского поэта Вилиса Плудониса).

## Транспорт
Длина улицы Виля Плудоня составляет 207 метров, на всём протяжении она замощена булыжником. Разрешено движение в обоих направлениях. Общественный транспорт по улице не курсирует, но на улице Мелнсила есть остановка «Viļa Plūdoņa iela».

## Примечательные объекты
- Дом № 1 — бывший жилой дом (1889, архитектор Рудольф Генрих фон Цирквиц). Сегодня здесь располагается амбулаторный центр «Пардаугава» Рижского центра психиатрии и наркологии[9].
- Дом № 3 k-1 — бывший доходный дом Петериса Юрки (1930, архитектор Бернард Эйберг).
- Дом № 4 — деревянный доходный дом (1900, архитектор Гейнрих Девендрус).
- Дом № 4A — деревянный доходный дом Карлиса Озолиньша (1910, архитектор Пауль Линденберг).
- Дом № 5 — деревянный доходный дом (1890, архитектор Эдмунд фон Тромповский).
- В створе улицы расположен Молодёжный сад (латыш. Jaunatnes dārzs), неофициально также называемый парк Лермонтова[10].

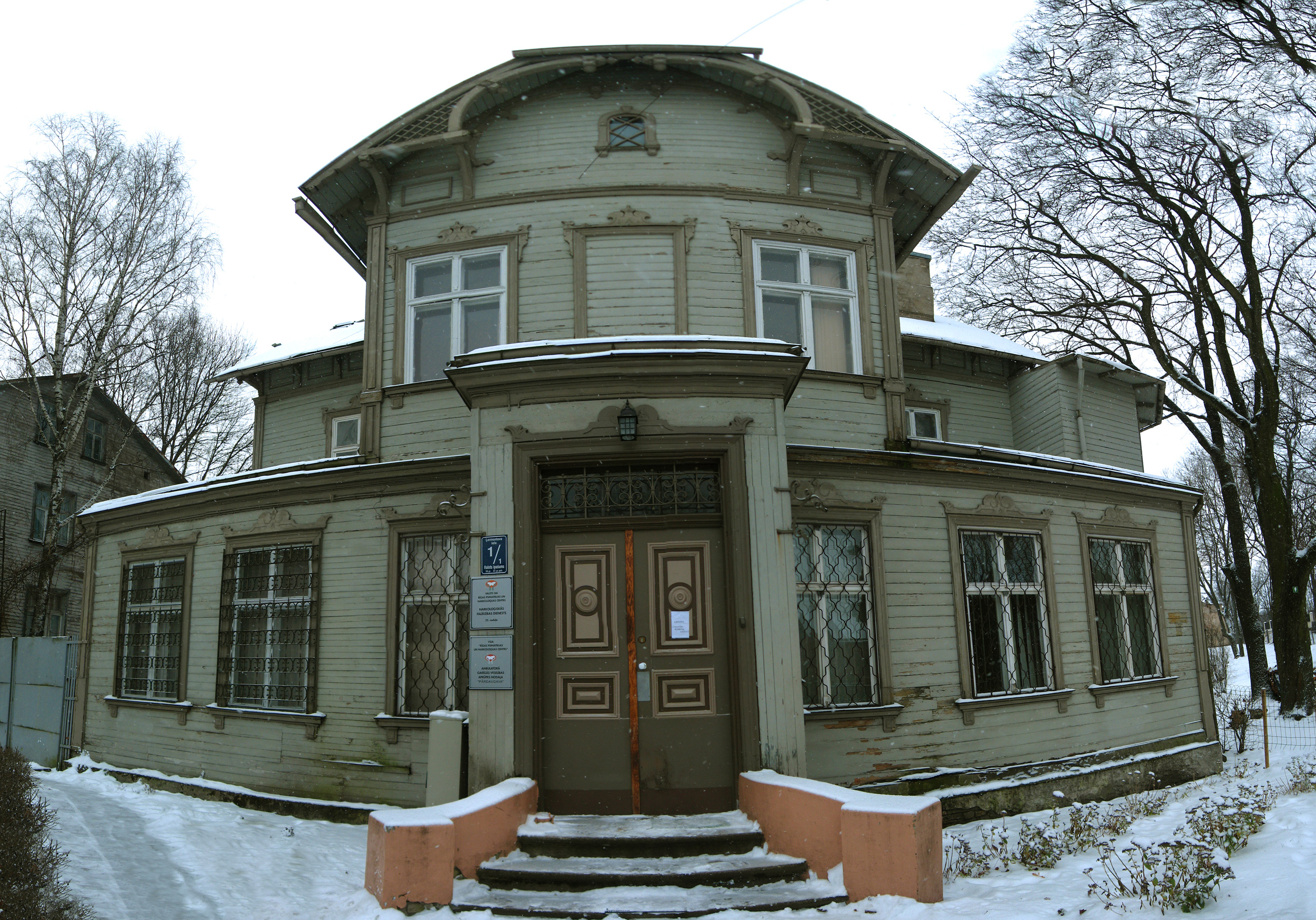
Дом № 1
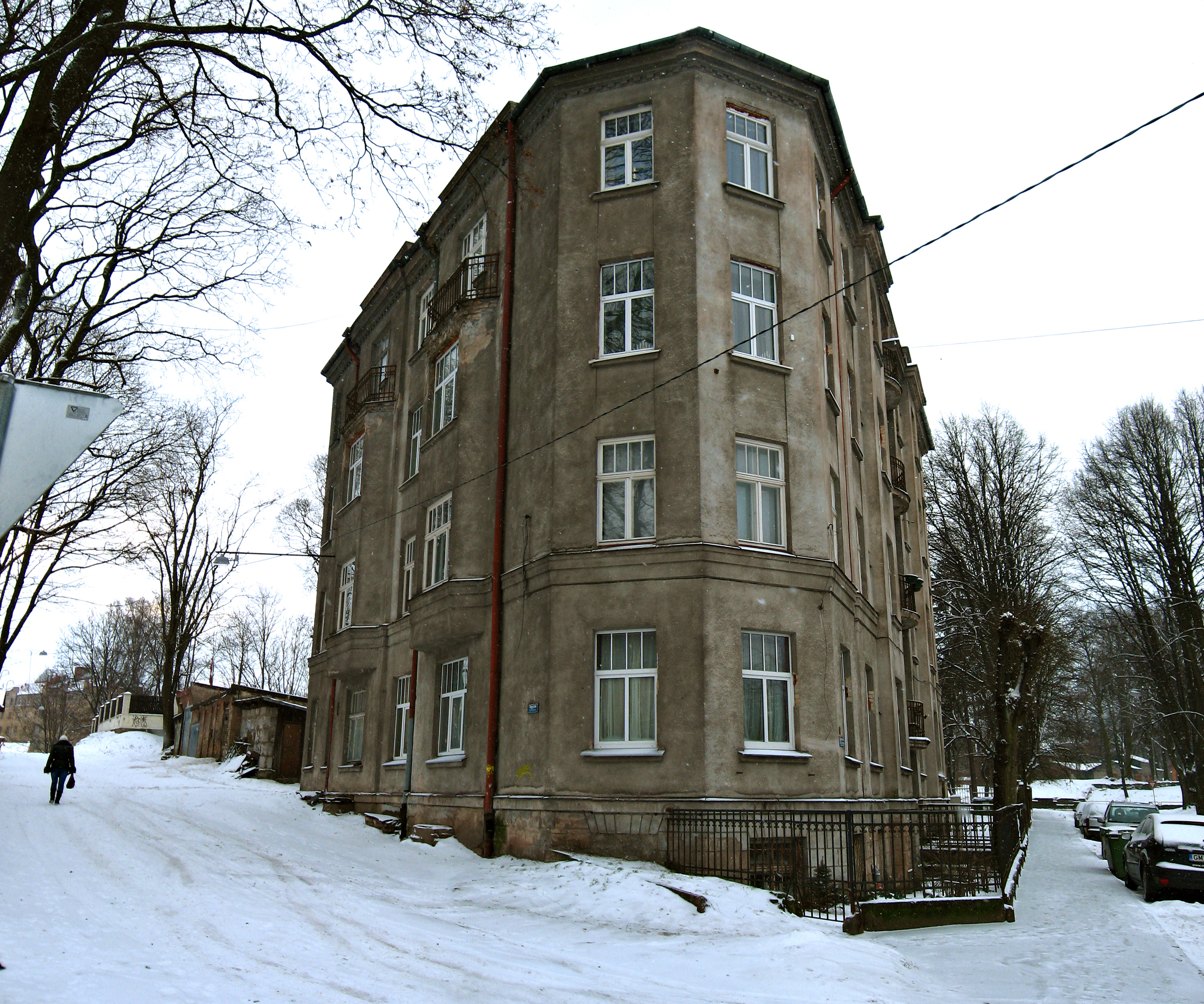
Дом № 3 k-1, угол ул. Темпля
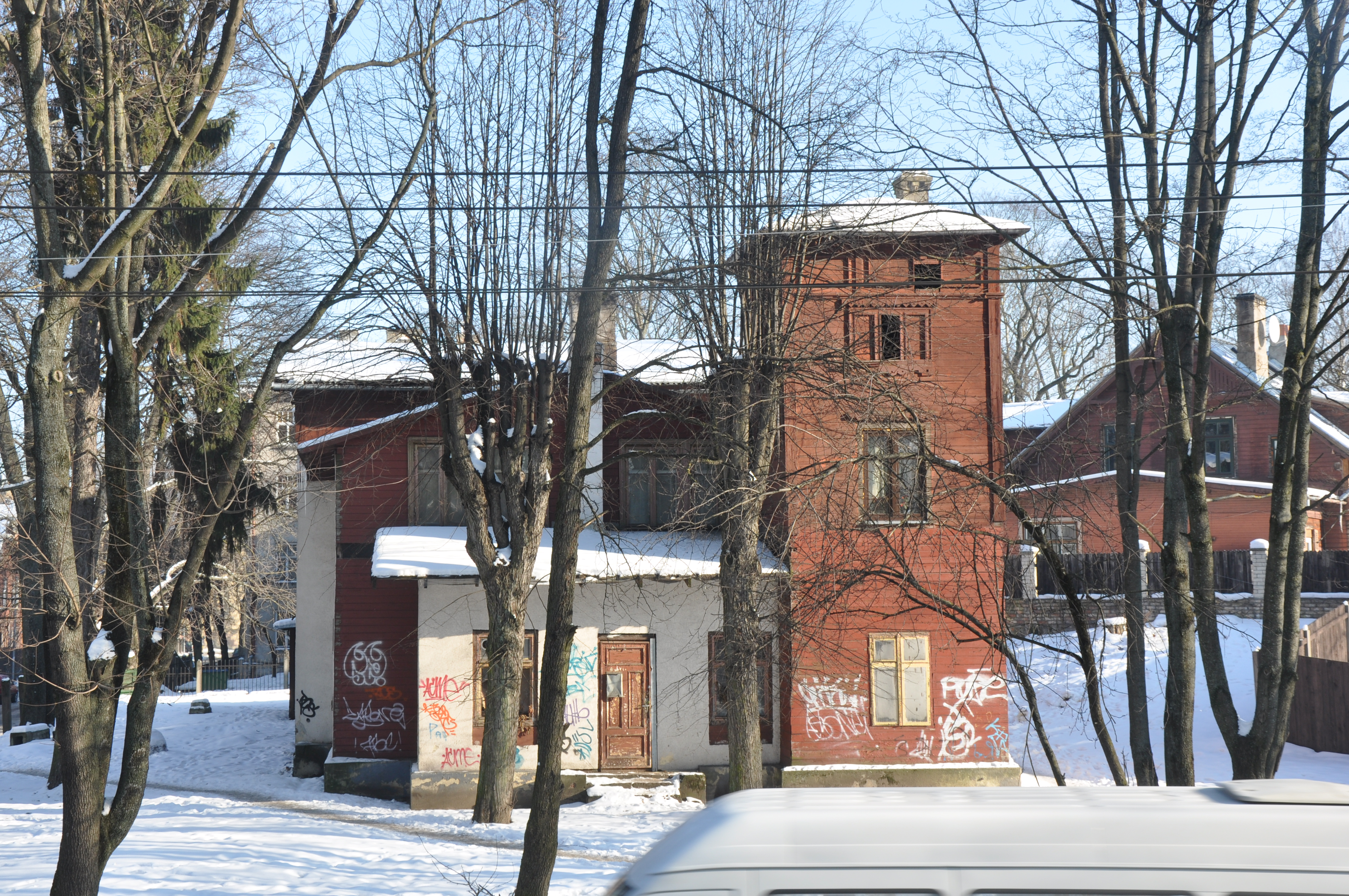
Дом № 5
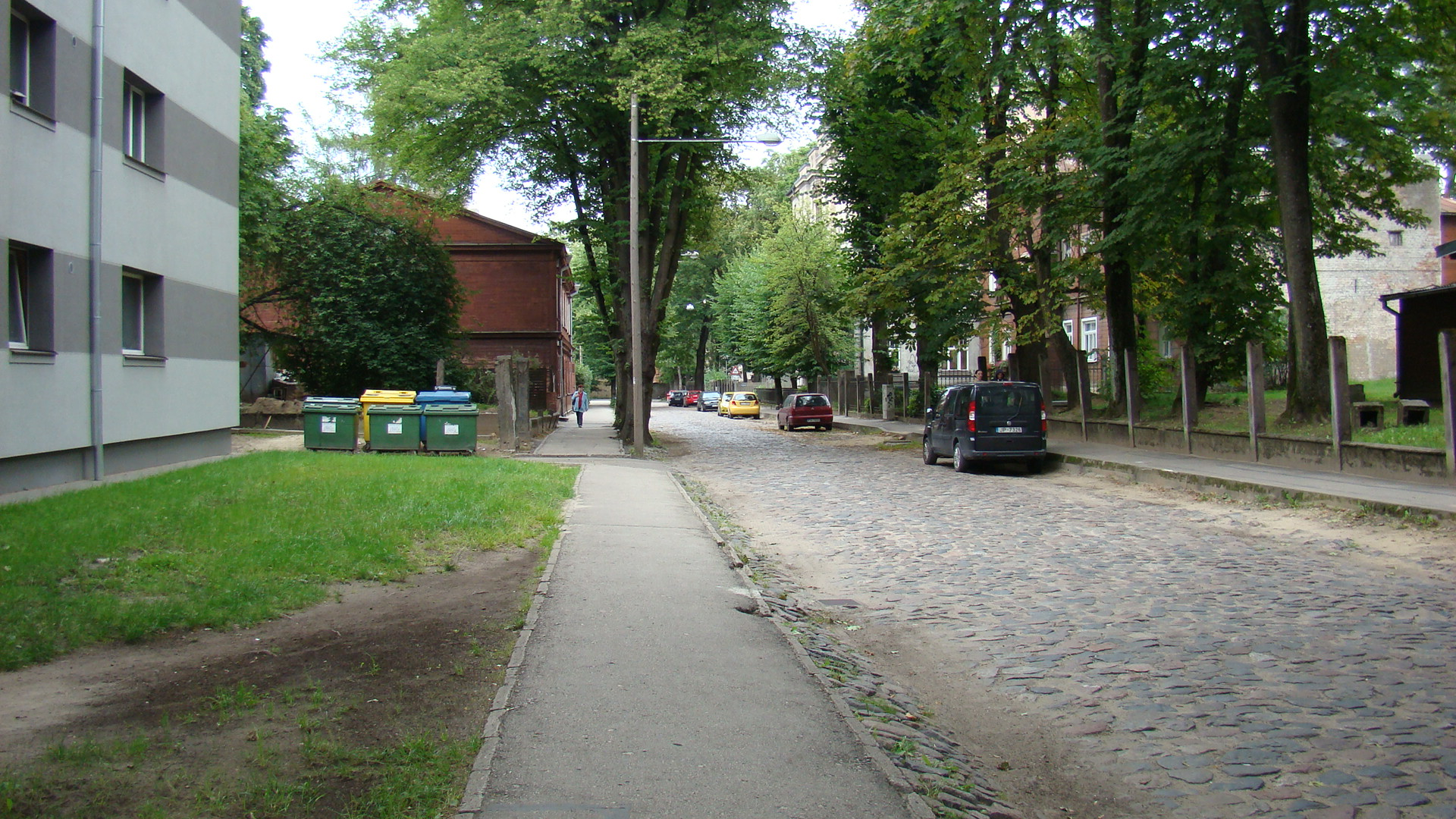
Вид от улицы Мелнсила